# Atlanta Open
Het Atlanta Open was een jaarlijks golftoernooi in de Verenigde Staten en maakte deel uit van de Amerikaanse PGA Tour. Het toernooi vond telkens plaats in Atlanta, Georgia.

## Winnaars
Atlanta Open
- 1934:  Ky Laffoon
- 1935–44: Geen toernooi
- 1945:  Byron Nelson[1]

Atlanta Invitational
- 1946:  Lew Worsham

Atlanta Open
- 1947:  Toney Penna